# Geschichte der Stadt Dessau
Die Geschichte der Stadt Dessau umfasst die Entwicklungen auf dem heutigen Gebiet der Stadt Dessau von der ersten steinzeitlichen Besiedlung, der mittelalterlichen Gründung um 1200 bis zur Gegenwart. Dessau und Roßlau wurden 2007 zur Stadt Dessau-Roßlau vereinigt.

## Von den Anfängen zur Residenz (bis Ende des 15. Jahrhunderts)
Steinzeitliche Funde weisen auf frühe Besiedlungen der Region hin. Eine durchgehende Siedlungsgeschichte kann jedoch erst ab dem Hochmittelalter geschrieben werden, wobei einzelne Stadtteile bzw. Vororte Dessaus, die um das Jahr 1000 entstanden, älter als die eigentliche Stadt sind.
Dessau selbst entstand als Handelsplatz westlich der Mulde an einer Kreuzung einer ost-westlich verlaufenden Handelsstraße, an der eine Brücke über die Mulde und eine Mühle seit 1180 urkundlich erwähnt sind, mit nord-südlich verlaufenden Handelsstraßen auf der letzten hochwassersicheren Erhebung vor der Elbquerung. Die erste bekannte urkundliche Erwähnung ist aus dem Jahr 1213 als Dissowe. Die Herleitung des Namens ist umstritten und kann sowohl slawisch (von tis = Eibenbaum) als auch germanisch als rauschende Aue gedeutet werden. Umgeben war Dessau von mehreren slawischen bzw. sorbischen Dörfern. Durch seine Lage an einer Elbequerung entwickelte sich Dessau zu einem regionalen Zentrum und war seit dem Jahr 1471 feste Residenz einer Linie der Fürsten von Anhalt, beginnend mit Fürst Ernst, und damit Hauptstadt des Fürsten- und späteren Herzogtums Anhalt-Dessau beziehungsweise Anhalt. Aufgrund der geringen räumlichen Ausdehnung von Anhalt-Dessau und der dominierenden Stellung der Fürsten lässt sich die Geschichte der Stadt in den nächsten Jahrhunderten kaum von der Geschichte von Anhalt-Dessau trennen.

## Die Residenzstadt (Ende des 15. Jahrhunderts bis zum Dreißigjährigen Krieg)

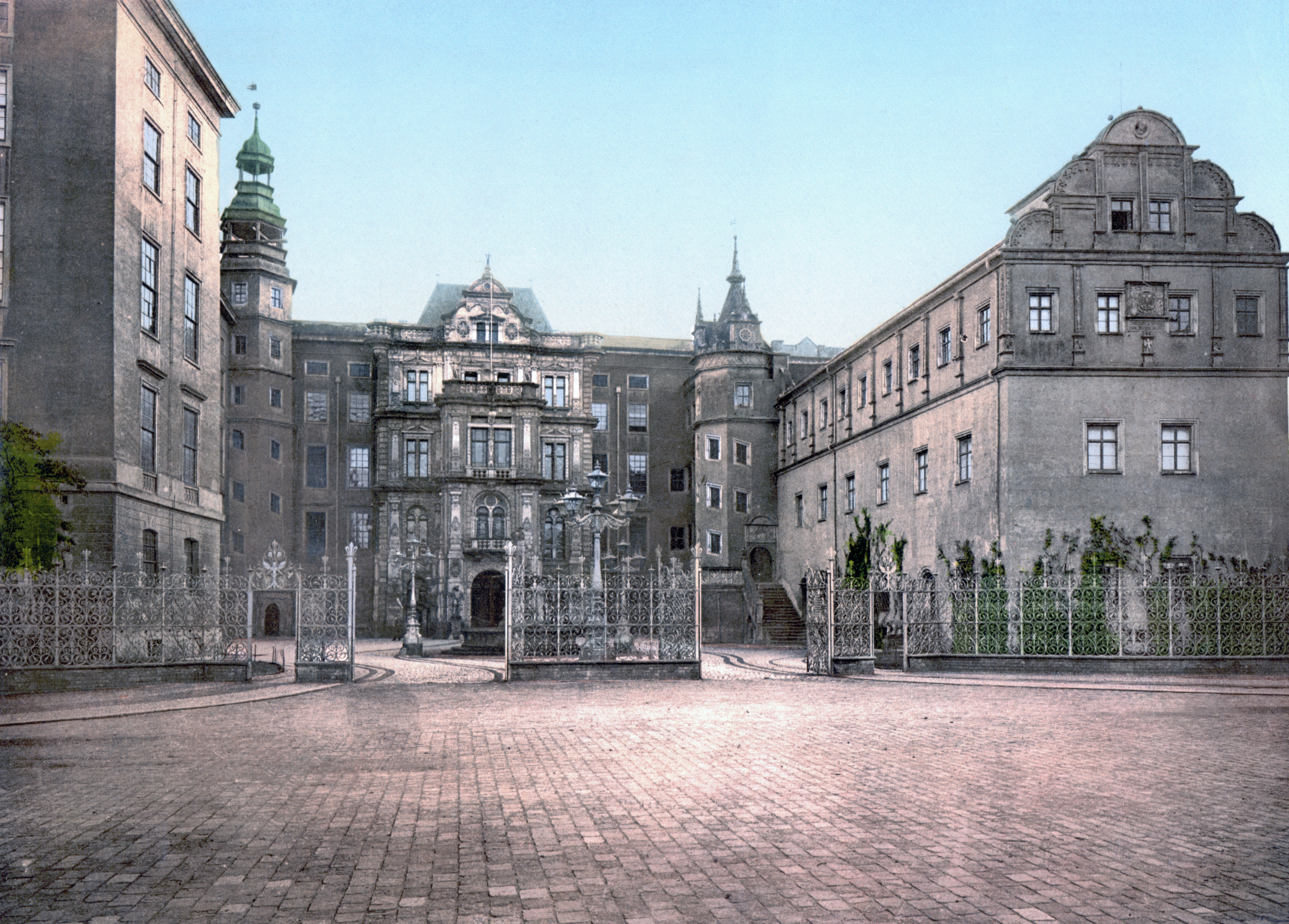
Das Stadtschloss um 1900

1488 konnte der Rat dem Fürsten die Gerichtsbarkeit für das damalige Stadtgebiet abkaufen. Weitere Rechte gegenüber den Fürsten konnte die Stadt allerdings nicht erreichen. Rege Bautätigkeit des Fürsten Ernst und seines Nachfolgers Johann (Neubau der Marienkirche ab 1506, Neubau des Schlosses ab 1530), das Stapelrecht für auf der Elbe transportierte Waren, der Ausbau des Elbübergangs mit einer Fähre, seit 1580 eine Brücke sowie Bautätigkeit und Hofhaltung der Fürsten führten zu einem wirtschaftlichen Aufschwung, sodass die Stadt schon im 16. Jahrhundert über ihre damaligen Befestigungen hinaus Richtung Osten und Süden erweitert wurde.
Der Reformation stand das Fürstenhaus zunächst ablehnend gegenüber. Ein Fürstentag 1526 in Dessau führte zum Dessauer Bund katholischer Fürsten. Aber schon 1534 wurde in der Marienkirche erstmals das Abendmahl im protestantischen Ritus gereicht, endgültig konvertierte die Stadtgemeinde 1540 zum Protestantentum.
Der Dreißigjährige Krieg stoppte die wirtschaftliche Aufwärtsentwicklung. Dessau wurde wiederholt Durchmarschgebiet aller Krieg führenden Parteien, da die Roßlauer Elbbrücke im Norden von Dessau im Gegensatz zu den Brücken in Wittenberg und Magdeburg als einzige Brücke an der Mittelelbe nicht mit einer Festung geschützt war. 1626 kam es an der Elbbrücke zum Aufeinandertreffen kaiserlicher Truppen unter Wallenstein und protestantischer Truppen unter Mansfeld, das mit einem Sieg der Kaiserlichen endete. Kaiserliche hielten die Brücke bis zur Einnahme Magdeburgs 1631 besetzt und ließen sie danach zerstören. Fortdauernde Einquartierungen, Requirierungen und Verpflegung der Truppen, Kontributionen, Verpflichtungen zu Schanzarbeiten ließen Stadt und Land verarmen, auch Demarchen des Fürsten beim Kaiser konnten daran nichts ändern. Hinzu kamen das Versiegen der Handelsströme und eine Pestepidemie Ende der 1620er Jahre.

## Die Zeit des Absolutismus
Erst gegen Ende des 17. Jahrhunderts konnte sich Dessau von diesem Geschehen erholen. Fürst Johann Georg II. hat durch seine Heirat mit Henriette Catharina von Nassau-Oranien eine direkte Verbindung in die damals reichen Niederlande geschaffen, durch die auch wirtschaftliche Impulse nach Dessau ausstrahlten. Eine aktive Werbung von Siedlern ließ die Bevölkerungszahl wieder ansteigen. Erstmals nach über 100 Jahren wurde die Stadt wieder erweitert, diesmal nach Norden (Neustadt), und eine neue Kirche, St. Johannis (Baubeginn 1690), angelegt. Bereits 1682 war die zerstörte Elbbrücke durch eine Gierfähre ersetzt worden. Daneben entstanden erste Manufakturen.
Die ersten Juden kamen zur Wirtschaftsförderung in die Stadt und siedelten in der Sandvorstadt nach dem Edikt zur Ansiedlung 1672, später auch im gesamten kleinen Fürstentum. 1674 lebten hier neun Schutzjuden „samt Weibern, Kindern und Gesinde“. Die jüdischen Kaufleute fanden günstige Voraussetzungen, der Messeplatz Leipzig war nicht weit und die merkantilistische Wirtschaftspolitik begünstigte sie.

1685 wurde Moses Benjamin Wulff (gest. 1729) als „Hofjude“ des anhaltinischen Fürsten nach Dessau berufen. Zu seinen Aufgaben zählten die Reorganisation des Münzwesens, Erhebung der Steuern, Ausrüstung der Armee und Verwaltung des fürstlichen Vermögens. Eine jüdische Gemeinde wird erstmals im Jahre 1678 schriftlich erwähnt. In der zweiten Hälfte des 18. Jahrhunderts war etwa ein Sechstel der Bevölkerung des Fürstentums Anhalt-Dessau jüdischen Glaubens. 

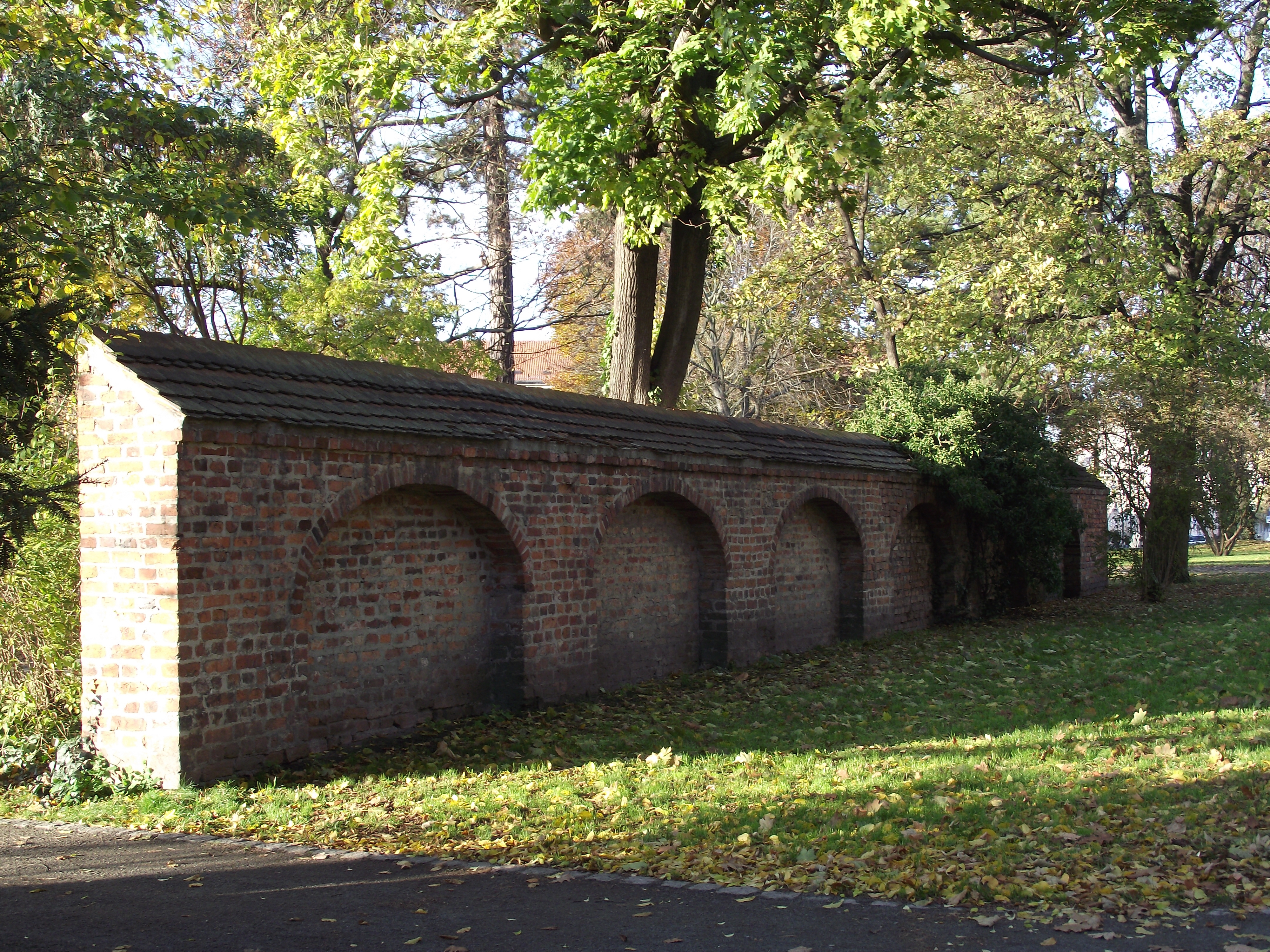
Akzisemauer im Stadtpark

Der Sohn Johann Georgs II., Fürst Leopold I., häufig der Alte Dessauer genannt, regierte ab 1698 und setzte die Bautätigkeit seines Vaters fort. Die Johanniskirche wurde 1702 vollendet und geweiht, 1706 wurde mit der Anlage der Wasserstadt Dessau zum ersten Mal über die Mulde nach Osten ausgeweitet. Die alte Stadtmauer, über die die Stadt längst hinausgewachsen war, wurde niedergelegt und durch eine weit außerhalb um die Stadt führende neue Stadtmauer ersetzt. Diese diente aber nicht mehr Verteidigungszwecken, sondern der Sicherung der Einnahmen der 1704 von Leopold eingeführten Akzise, die an fünf Stadttoren kassiert wurde, sie gilt als Vorbild der später in Berlin errichteten Akzisemauer.

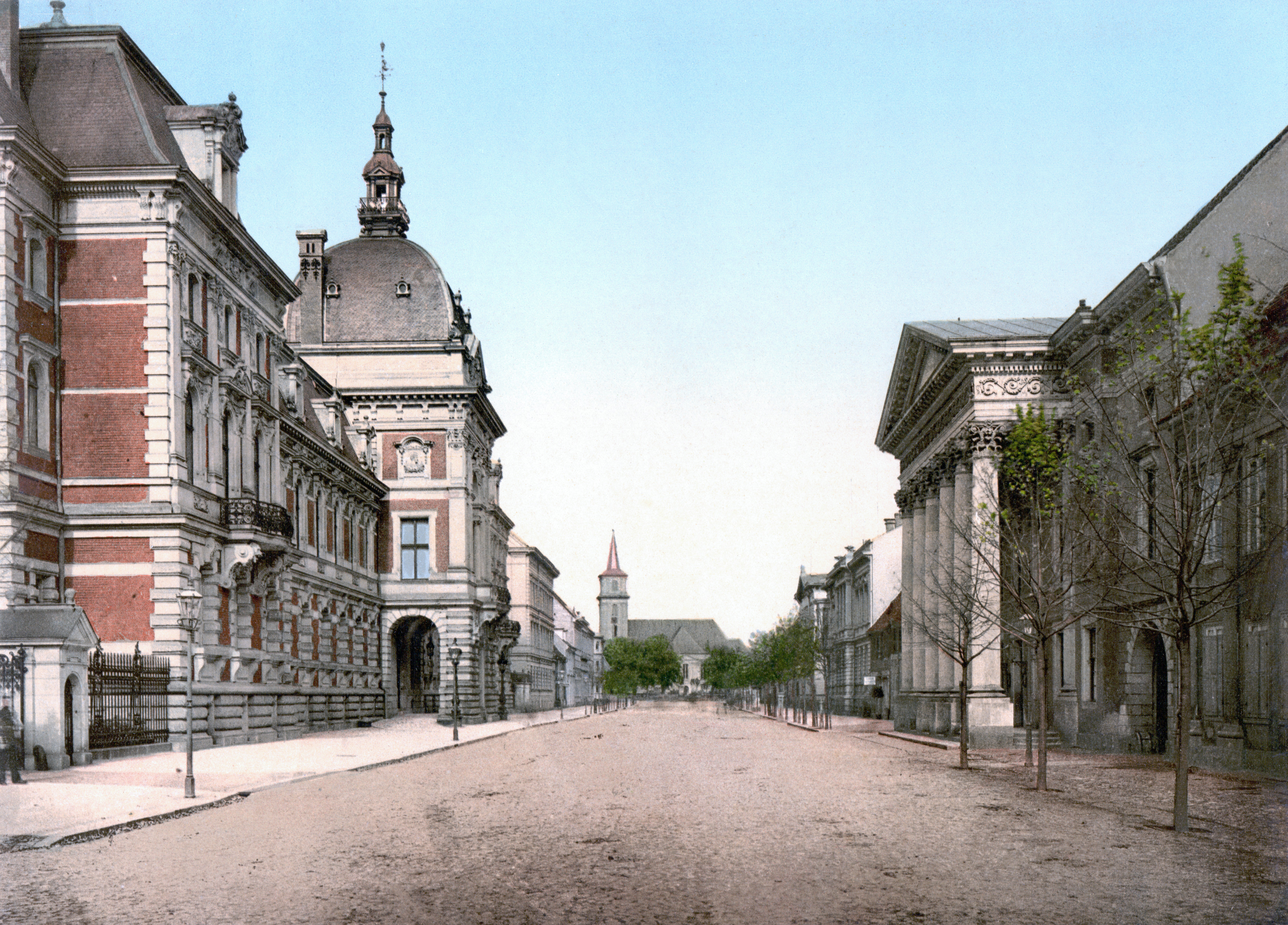
Kavalierstraße um 1900, mit dem Erbprinzl. Palais

Nach dem Vorbild von der Berliner Straße Unter den Linden ließ Leopold westlich der Stadt eine Prachtstraße, die Kavalierstraße anlegen und mit Stadtpalais für einige seiner Söhne bebauen, um die Entwicklung der Straße voranzutreiben. Weitere Palais für Kinder der Fürsten wurden in der Stadt gebaut (Palais Dietrich, Fertigstellung 1752, Palais Waldersee, Fertigstellung 1795), sowie 1752 bis 1757 durch eine Tochter Leopolds, Anna-Wilhelmine, das Schloss Mosigkau in einem heutigen Stadtteil. Leopold ließ den Nordflügel des Stadtschlosses abbrechen und öffnete dieses damit U-förmig zur Stadt hin.
Um den Handel zu intensivieren, wurden der noch heute genutzte Leopoldshafen an der Elbe und ein Kornspeicher an der Elbe am Standort der heutigen Ausflugsgaststätte Kornhaus angelegt, die auf Leopold zurückgehen. Die Elbbrücke wurde zunächst als Pontonbrücke und 1739 wieder als feste Brücke wiederhergestellt.
Nach dem Tode des Alten Dessauers 1747 folgte sein Sohn Leopold Maximilian, der 1748 das Leopolddankstift errichtete, dessen später hinzugefügter Turm nach dem Vorbild des Hospitals Santo Spirito in Rom eines der Wahrzeichen Dessaus ist (heute: Museum für Naturkunde).

## Die Zeit der Aufklärung
Da Fürst Leopold III. noch minderjährig war, verwaltete zunächst sein Vormund und Onkel Dietrich das Fürstentum. Dietrich begann mit ersten Schulreformen. 1758 trat Franz, später auch Vater Franz genannt, die Regentschaft an, nachdem er – mitten im Siebenjährigen Krieg – aus der preußischen Armee ausgetreten war und Anhalt-Dessau für neutral erklärt hatte. Die auferlegten Kontributionen und Durchmärsche fremder Truppen strapazierten die Reserven des Fürstentums (und auch des Fürstenhauses) aufs Äußerste.
Nach Kriegsende brach Franz zu ausgedehnten Kavaliersreisen auf, deren Eindrücke er in Form eines tiefgreifenden Reformwerks umsetzte. Neben äußerlicher Umgestaltung mit Gestaltung zahlreicher Parkanlagen, wie dem Lustgarten, des Luisiums 1774, des Georgiums durch den jüngeren Bruder Johann Georg 1780 und des Kühnauer Parks, waren Infrastrukturmaßnahmen wie die Ertüchtigung der Deiche nach einem schweren Hochwasser 1771, die Befestigung von Straßen sowie die Einführung einer Straßenbeleuchtung (ab 1779) die wichtigsten Ergebnisse dieser Aktivitäten.
Eine Bildungsreform ermöglichte allen Kindern eine schulische Bildung, auch wenn sich Franz zu einer allgemeinen Schulpflicht noch nicht durchringen konnte. Das Philanthropinum von Johann Bernhard Basedow, 1774 eröffnet, wurde ein vielbeachtetes Experiment neuer Lehrformen. Später wurde die Hauptschule an der Kavalierstraße Rückgrat der schulischen Bildung in Dessau. Aus Dessau stammte der 1729 geborene Moses Mendelssohn, Sohn eines Lehrers und Thoraschreibers. Sein Lehrer war der gelehrte Landesrabbiner David Hirschel Fraenkel.
Franz förderte Gründungen in der Medienbranche. Seit 1763 erschien ein Amts- und Nachrichtenblatt. Die Allgemeine Buchhandlung der Gelehrten entstand 1781, um wissenschaftliche Autoren von den Verlegern unabhängig zu machen. Die Chalkographische Gesellschaft machte Kupferstiche für weite Kreise erschwinglich. Erstmals erschien 1806 die deutschsprachige jüdische Zeitschrift „Sulamith. Zeitschrift zur Beförderung der Kultur und Humanität unter der jüdischen Nation“ in Dessau; Herausgeber war David Fränkel (1779–1865), langjähriger Direktor der jüdischen Schule.
Seit 1794 bestand ein festes Schauspielensemble in Dessau, das ab 1797 im von Erdmannsdorff errichteten Hoftheater mit über 1.000 Plätzen ein festes Haus an der Kavalierstraße erhielt und die Theatertradition in Dessau begründete, die heute durch das Anhaltische Theater fortgeführt wird.
Baumaßnahmen, die im Wesentlichen durch Erdmannsdorff ausgeführt wurden, umfassten sowohl die Verlängerung der Kavalierstraße nach Süden, Umbauten am Stadtschloss, Neubauten der Hauptwache und Orangerie, die Landhäuser Luisium, Georgium und zahlreiche Gebäude in der Stadt. Vor den Toren der Stadt entstand der erste kommunale Friedhof in Deutschland, der Historische Friedhof.
Auch wenn nicht allen Reformprojekten Franz nachhaltiger Erfolg beschieden war, entstand ein reger Bildungstourismus nach Dessau, viele Geistesgrößen der Zeit wollten den „Musterstaat Anhalt“ (so Karl Marx noch 70 Jahre später) mit eigenen Augen sehen, dessen Ruf weit nach Europa ausstrahlte.
Auch während der napoleonischen Kriege bewahrte Franz Neutralität. Napoleon wählte auf seinem Vormarsch nach Berlin 1806 nach der Schlacht bei Jena und Auerstedt den Weg über Dessau und machte dort Station. Franz konnte Kontributionen vom Land abwenden, musste aber häufige Einquartierungen französischer Truppen dulden. Aus dieser Zeit stammen Straßennamen und Hausnummern in Dessau, um die Einquartierungen logistisch zu bewältigen. 1809 zog der Freischärler Ferdinand von Schill durch Dessau und ließ dort seinen Aufruf An die Deutschen drucken.
Hochbetagt starb Franz im Jahr 1817, sein Werk wirkt auch heute noch als UNESCO-Weltkulturerbe Dessau-Wörlitzer Gartenreich nach.

## Von der Residenz- zur Industriestadt
1832 erließ der Herzog Leopold Friedrich eine neue Städteordnung für Anhalt-Dessau, die auch Dessau ein begrenztes Selbstverwaltungsrecht zusprach. Das begüterte Bürgertum durfte daraufhin Stadtverordnete wählen.
Noch immer war Dessau überwiegend agrarisch geprägt. Die wichtigsten Exportartikel waren Wolle und Getreide. Zollschranken nach Preußen und Kursachsen und der kleine Binnenmarkt von Anhalt verhinderten das Entstehen größerer Manufakturen und Industriebetriebe. Auch der Anschluss an das Bahnnetz der Anhalter Bahn 1840 nach Köthen und ein Jahr später nach Berlin änderte daran zunächst nicht viel, ebenso wenig wie die Gründung der Anhalt-Dessauischen Landesbank AG 1847, der ersten Notenbank in Deutschland als Aktiengesellschaft. Erste größere Betriebe entstanden in der Nahrungsmittel- (Brauereien), Textil- und Maschinenbauindustrie.
Missernten am Ende der 1840er Jahre führten zu Hungersnöten, die zusammen mit verstärkten politischen Forderungen des Bürgertums in der Märzrevolution 1848 gipfelten. Der neugewählte Landtag für Anhalt-Dessau tagte im Konzertsaal des Hoftheaters, am 29. Oktober 1848 wurde eine Verfassung verabschiedet, die den Satz „Alle Gewalten gehen vom Volke aus“ mit einer konstitutionellen Monarchie verbinden will. Preußische Truppen setzen im November 1850 die Gottesgnadenherrschaft wieder ein.
1855 wurde in Dessau die Deutsche Continental Gasgesellschaft mit einem Stammkapital von 500.000 Thaler gegründet, erster Vorstand war Victor von Unruh. Die Gesellschaft errichtete das Betriebsgelände in der Nähe des Bahnhofs, damit wuchs die Stadt erstmals außerhalb der 150 Jahre alten Akzisemauer.
Dies war der Startschuss zur Industrialisierung, der andere Unternehmen wie das Maschinenbauunternehmen BAMAG, der Anlagenbauer Polysius, eine Zuckerraffinerie, große Brauereien und andere folgten. Das Handelshaus Seiler betreibt erfolgreich ein Versandhaus für Stoffe und Tücher. Erfinder wie der Automobilpionier Friedrich Lutzmann und Hugo Junkers wirkten in Dessau. Junkers gründete 1892 sein erstes Unternehmen zur Herstellung von Gaskalorimetern Hugo Junkers, Civil-Ingenieur, aus dem später ein Konzern mit Fabrikation von u. a. Badeöfen, Durchlauferhitzern, und, weltbekannt, Flugzeugen wuchs.
1886 errichtet die Contigas in der Wallstraße ein Elektrizitätswerk, nach Berlin das zweite in Deutschland. Erste Gebäude in der Stadt mit Strom waren das Hoftheater und das herzogliche Palais.
Entsprechend stark stieg die Bevölkerungszahl. Hatte Dessau 600 Jahre gebraucht, um auf 10.000 Einwohner zu kommen, verfünffachte sich die Bevölkerungszahl nun innerhalb von 50 Jahren auf 50.000 Einwohner zur Jahrhundertwende. Neue Wohngebiete entstanden im Norden, Westen und Süden der Stadt. Sowohl eine zentrale Wasserversorgung als auch die Kanalisation wurden errichtet. 1894 fuhr die erste Straßenbahn, zunächst als Gasbahn, seit 1900 elektrisch.

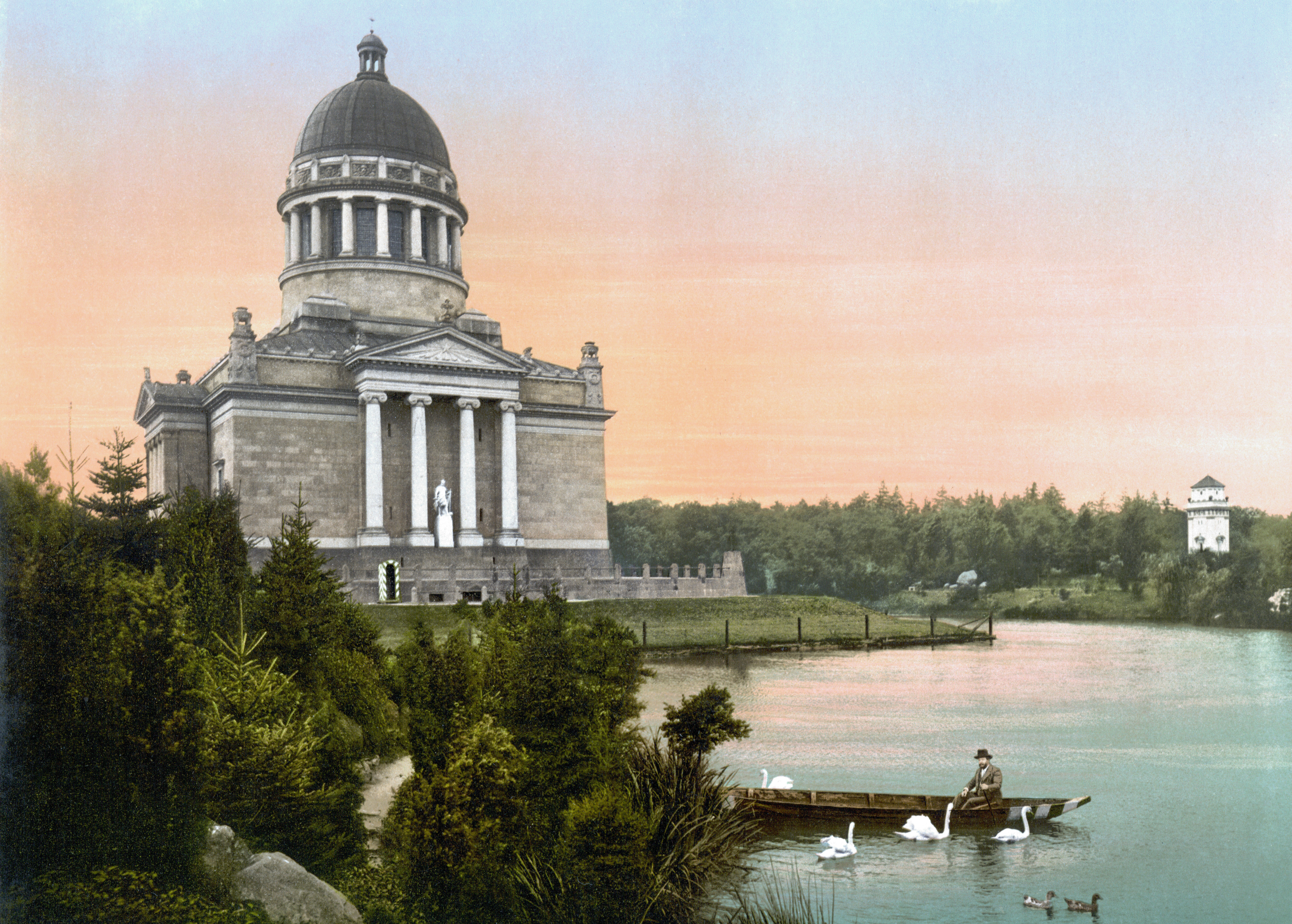
Mausoleum um 1900

Mit dem Erlöschen der herzoglichen Linien in Köthen (1847) und Bernburg kam es 1863 zum Zusammenschluss der Herzogtümer Anhalt-Bernburg, Anhalt-Dessau und Anhalt-Köthen zu einem vereinigten Herzogtum Anhalt mit Dessau als Hauptstadt. Für die Administration des gewachsenen Landes wurde das Behördenhaus, ein viergeschossiger Bau mit der Grundfläche eines Fußballfeldes errichtet. Der Bahnhof wurde verlegt und bekam 1876 ein neues, repräsentativeres Gebäude (Architekt Franz Schwechten). Zwischen Bahnhof und Behördenhaus als städtebaulichen Dominanten wird die Kaiserstraße (heutige Fritz-Hesse-Straße) als neuer Eingang in die Stadt mit Hotels und großzügig geschnittenen Wohnungen im Gründerzeitstil angelegt, bald im Volksmund „Millionenviertel“ genannt. 1901 wurde das neue, stark erweiterte Rathaus im neoromanischen Stil erbaut.
Am Rande des Georgiums errichtete 1898 Schwechten für die herzogliche Familie ein Mausoleum mit einer Kuppel aus Aluminium. Einzig der Name Auferstehungskapelle ist an dem Bau, mit dem die 500-jährige Bautätigkeit der Askanier in Dessau endete, bescheiden.

## Das 20. Jahrhundert
1908 wurde die neue (vierte) Synagoge in der Dessauer Steinstraße im neoromanischen Stil erbaut, finanziert aus dem Nachlass des Bankiers Moritz von Cohn. In Anwesenheit des Herzogs Friedrich II. wurde der repräsentative Synagogenbau mit einem Gemeindehaus am 18. Februar 1908 eingeweiht.
Die Novemberrevolution nach dem Ersten Weltkrieg 1918 stürzte das askanische Herzogshaus, Dessau wurde nun Hauptstadt des aus dem Herzogtum entstandenen Freistaats Anhalt.

### Bauhaus

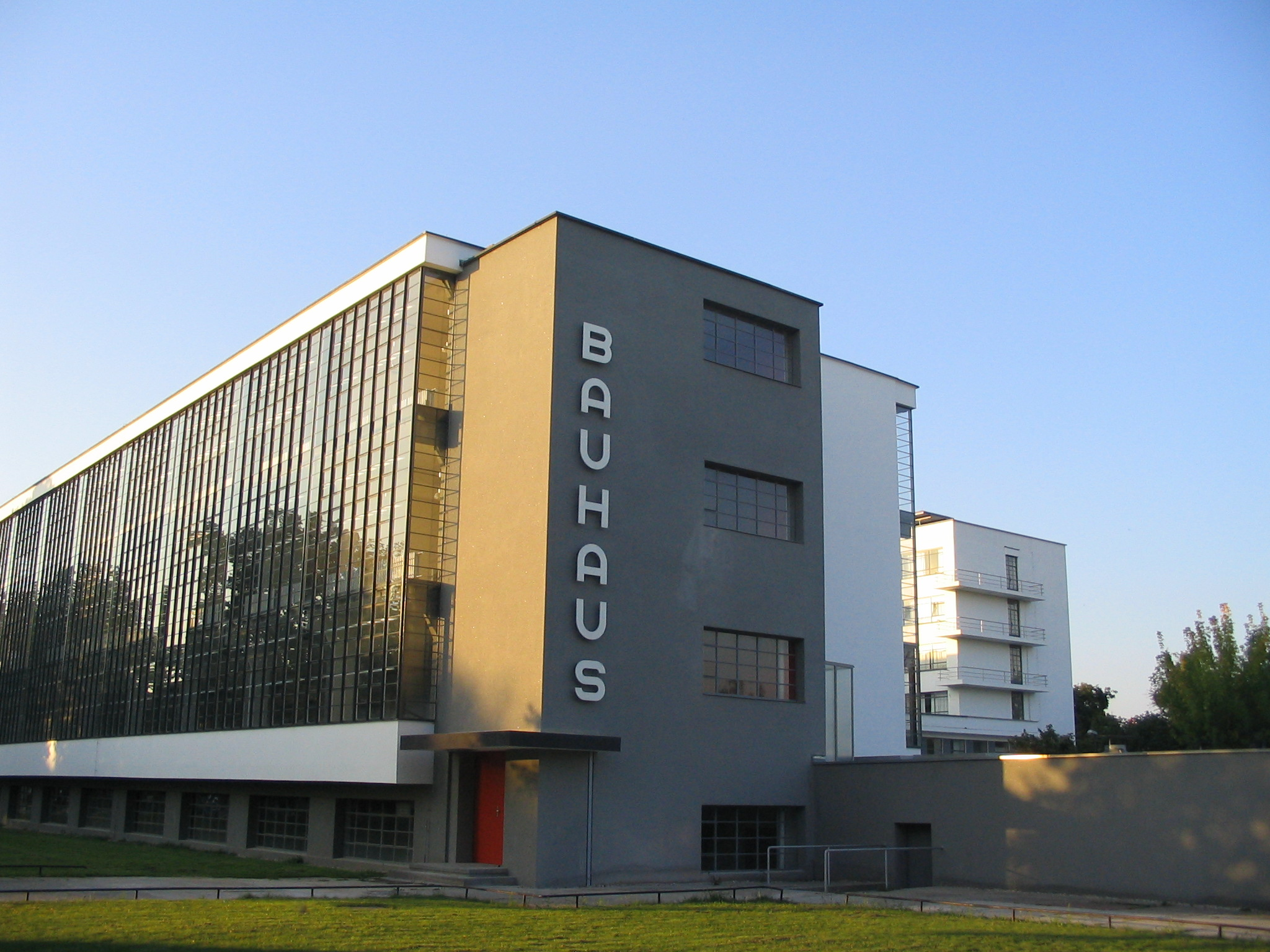
Bauhaus-Werkstattgebäude von Süden

Ein wichtiger Meilenstein in der Stadtgeschichte war der Zuzug der Kunsthochschule Bauhaus aus Weimar ab dem Jahr 1925 (Walter Gropius, Ludwig Mies van der Rohe, Wassily Kandinsky, Paul Klee). Der Umzug aus Thüringen geschah bereits auf politischen Druck hin. 1931 gewann die NSDAP bei den Stadtratswahlen 15 der 36 Sitze in Dessau. In der Stadtverordnetenversammlung zählten auch die vier Stimmen der Magistratsmitglieder. Die NSDAP hatte, wie auch in Anhalt und im Reichstag, damit keine absolute Mehrheit und war auf andere rechte Parteien angewiesen. Am 21. Januar 1932 stellte die NSDAP den Antrag auf „Abbruch des Gebäudes“, der mit 25 zu 15 Stimmen abgelehnt wurde, ein Beschluss über die „Streichung der Gelder“ wurde mit knapp 20 zu 19 Stimmen vertagt. Durch die Ersetzung zweier Magistratsmitglieder bekamen die Nationalsozialisten dann im Sommer die Mehrheit in der Stadtverordnetenversammlung. Begleitet vom liberalen Oberbürgermeister Fritz Hesse besichtigten am 8. Juli 1932 der Architekt Paul Schultze-Naumburg, der am 21. Mai 1932 zum Ministerpräsidenten des Freistaats Anhalt gewählte Alfred Freyberg, der Stadtverordnetenvorsteher Hofmann und der Stadtverordnete Sommer (alle NSDAP) das bauhaus dessau. Am 22. August 1932 erfolgte im Dessauer Gemeinderat auf Antrag der NSDAP-Fraktion der Auflösungsbeschluss, bei Stimmenthaltung der SPD und Gegenstimmen des Oberbürgermeisters und der vier Stimmen der KPD, zum 1. Oktober 1932. Mies van der Rohe führte es dann noch kurze Zeit als private Institution in Berlin weiter.

### Zeit des Nationalsozialismus
Bereits ab 1932 stellte die NSDAP in Anhalt die Regierung und hatte eine Mehrheit im Stadtrat. 1933 wurde Hanns Sander Oberbürgermeister bis 1945. Zum 1. April 1935 wurde die Stadt Roßlau (Elbe) in die Stadt Dessau eingemeindet, um Dessau als Gauhauptstadt von Magdeburg-Anhalt zur erforderlichen Einwohnerzahl von mindestens 100.000 zu verhelfen.
Neben antisemitischer Polemik in der Presse sowie Sachbeschädigungen an jüdischem Eigentum begannen Übergriffe auf Dessauer Juden. 1938 hatte bereits mindestens ein Drittel der Dessauer Juden seine Heimatstadt verlassen. Im Novemberpogrom 1938 wurde die Dessauer Synagoge zerstört, die Ruinen später abgetragen. Auch das Moses-Mendelssohn-Denkmal wurde zerstört; ebenso Archiv, Bibliothek und Kultgegenstände. Fast alle jüdischen Männer wurden festgenommen und etwa 85 von ihnen vorübergehend im KZ Buchenwald festgehalten. Beim Pogrom wurde der 16-jährige Herbert Stein von einem SA-Angehörigen erschossen. Vor Jahresende 1938 wurden die letzten jüdischen Unternehmen in Dessau „arisiert“. Bis 1940 gelang noch einigen Juden Dessaus die Emigration; die meisten wurden deportiert und ermordet. Nur wenige Dessauer Juden überlebten die NS-Verfolgungen.

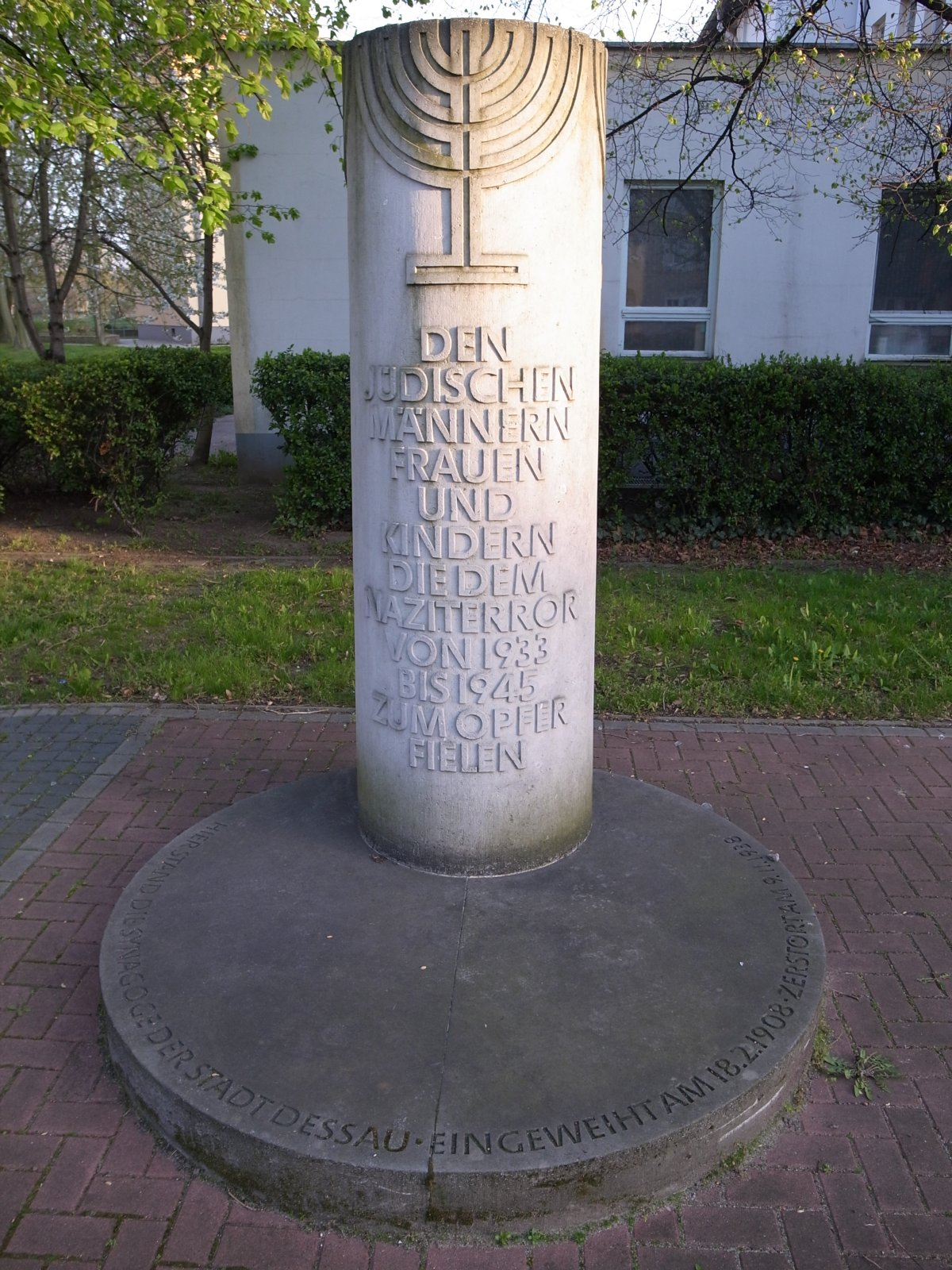
Gedenkstele an die Synagoge von 1908

Das in der Dessauer Zuckerraffinerie GmbH hergestellte Zyklon B wurde zwischen 1942 und 1945 in den Gaskammern der Konzentrationslager Majdanek, Mauthausen, Sachsenhausen, Ravensbrück, Stutthof und Neuengamme zu Tötungszwecken benutzt.
Während des Zweiten Weltkriegs waren in Dessau tausende Zwangsarbeiter beschäftigt. Sie waren in Baracken untergebracht, die für die Stadtbevölkerung gut sichtbar waren, weil die Baracken ganz Dessau durchzogen. Alleine 13.989 Ostarbeiter waren im September 1944 amtlich in Dessau registriert. Die meisten Ostarbeiter stammten aus der Ukrainisch Sozialistischen Sowjetrepublik. Die öffentlichen und privaten Luftschutzbunker durften die Ostarbeiter meist nicht betreten.
Bei den Luftangriffen auf Dessau erlitt die Stadt durch insgesamt 20 alliierte Bombenangriffe im Rahmen der Area bombing directive von 1940 bis April 1945 schwerste Zerstörungen. Produktionsanlagen der Junkers-Werke und anderer Rüstungsunternehmen, wie die Berlin-Anhaltische Maschinenbau AG (BAMAG), erlitten bereits 1944 schwere Schäden, in deren Folge unter anderem die Produktion der Junkers-Werke weiträumig ausgelagert wurde. Ein Bombardement am 28. Mai 1944 und besonders ein Nachtangriff britischer Bomber in der Nacht des 7. März 1945 zerstörten die Stadt großflächig. Bei diesem Angriff wurden von 520 schweren, viermotorigen Lancaster-Bombern 1.700 Tonnen Brand- und Sprengbomben besonders auf die Innenstadt abgeworfen, darunter viele Luftminen. 700 Todesopfer waren zu beklagen.  Noch heute wird jährlich durch nächtlichen Glockenschlag der Kirchen der Opfer der Luftangriffe gedacht. Zum Kriegsende war die Innenstadt zu 88 Prozent zerstört (Angaben der damaligen Verwaltung; viele Gebäude waren nur teilzerstört). Bis auf die Umfassungsmauern vernichtet wurden folgende Kirchen: die Schloss- und Stadtkirche St. Marien, die Johanniskirche (ehem. Neustädter Kirche), die Pfarrkirche St. Georg und die Jakobuskirche, schwer beschädigt die Pauluskirche. Von den Herzoglichen Bauten fielen den Angriffen zum Opfer: das Schloss (Ost- und Südflügel vernichtet, Westflügel ausgebrannt), der Lustgarten, die Pavillons, die Reitbahn und Marställe, die Orangerie, Neue Hauptwache und das Fremdenhaus (bis auf Umfassungsmauern). Von öffentlichen Gebäuden wurden zerstört: der Hauptbahnhof und das Alte Theater, die Anhaltische Landesbücherei, beim Landestheater das Bühnenhaus und die Innenräume. Das Bauhaus wurde schwer getroffen, das Haus des Bauhausdirektors zerstört, die Meisterhäuser beschädigt. Die Schlossplatz-Bebauung und die „Buden“ gingen verloren, dazu unzählige architektonisch und historisch wertvolle Bauten von Adel und Bürgern in der Stadt.
Die westlich der Mulde und südlich der Elbe gelegenen Stadtteile wurden Ende April 1945 von der US-Armee eingenommen. Aufgrund der zwischen den Alliierten getroffenen Vereinbarungen stoppte die US-Armee ihren Vormarsch an der Mulde, bzw. der Elbe, die östlich der Mulde und nördlich der Elbe gelegenen Vororte (Rosslau) wurden Anfang Mai 1945 von der Roten Armee eingenommen. Bis zum Abzug der US-Armee aus Mitteldeutschland Anfang Juli 1945 war Dessau damit eine geteilte Stadt. Rosslau wurde nach Kriegsende (zum 1. April 1946) wieder ausgegliedert.

### SBZ und DDR
Nach dem Zweiten Weltkrieg kam Dessau mit dem gesamten Land Anhalt und der preußischen Provinz Sachsen zum neuen Land Sachsen-Anhalt, das 1949 Bestandteil der DDR wurde. Das Land Sachsen-Anhalt bestand nur bis 1952. Dessau gehörte danach als zweitgrößte kreisfreie Stadt zum Bezirk Halle.

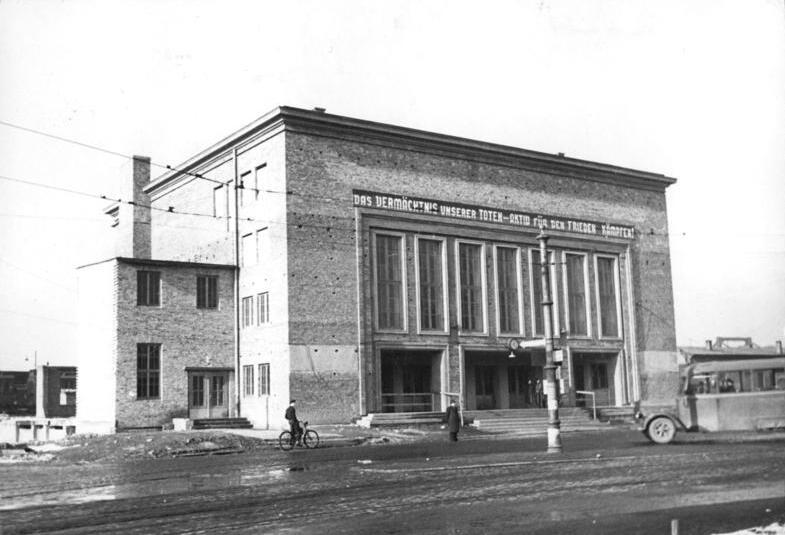
Der neu errichtete Bahnhof, 1951

Die kriegszerstörte Altstadt wurde nach Abriss der meisten Kriegsruinen in den 1950/60er Jahren weitgehend neu bebaut, zunächst noch mit Gebäuden im neobarocken Stil, später dann in Plattenbauweise. Nur wenige historische Bauten, wie zum Beispiel das Rathaus, wurden wiederhergestellt, so dass der Charakter und das Fluidum der barocken Residenzstadt endgültig verlorengingen.
Thea Hauschild (SED) war die Oberbürgermeisterin von 1963 bis 1984, als Nachfolgerin von Helmuth Klapproth (SED), der in Halle Bezirkssekretär wurde. Ihre Nachfolgerin bis 1990 war Sylvia Retzke (SED).
An der Hochschule für Architektur- und Bauwesen in Weimar besann man sich erst ab 1970 auf das Bauhaus, als der Architekt und Hochschullehrer Konrad Püschel, ehemaliger Student bei Walter Gropius, eine Strategie zur Aktualisierung entwickelte. Die Finanzierung für eine Restaurierung des Bauhausgebäudes wurde 1975 möglich.
Ein „Ständiger Arbeitskreis Bauhausforschung in der DDR“ entwickelte ein Netzwerk, das sich international ausweitete. Im Oktober 1976 fand in Weimar das erste Internationale Bauhaus-Kolloquium statt, am 4. Dezember wurde das restaurierte Bauhausgebäude in Dessau eröffnet. 1976 wurde das Wissenschaftlich-kulturelle Zentrum (WKZ) Bauhaus Dessau gegründet, das das Bauhaus durch Ausstellungen, Vorträge und den Aufbau einer Sammlung bekannter machte.
Die Jakobuskirche wurde 1977 gesprengt.

### Ab 1990
Im Zuge der Wiedervereinigung beider deutschen Staaten wurde 1990 das Land Sachsen-Anhalt neu gebildet und Dessau zunächst Hauptstadt des Regierungsbezirks Dessau, der zum 1. Januar 2004 wieder aufgelöst wurde.
Nach dem Zusammenbruch der DDR schlossen auch in Dessau viele Industriebetriebe. Sie waren teilweise unrentabel bzw. ihnen wurden durch den Zusammenbruch des RGW Märkte und Geschäftsgrundlagen entzogen (z. B. Waggonbau Dessau). Dadurch stieg die Arbeitslosigkeit in und um Dessau auf mehr als 20 %. Insbesondere die jüngere Bevölkerung zog weg, Dessau verlor seit 1990 etwa 25 % seiner Bevölkerung.
Nach 1990 wurden der erhaltene Flügel des ehemaligen Residenzschlosses und die Marienkirche, deren äußere Gestalt das Stadtbild wieder prägt, restauriert und kulturell genutzt. In der gesamten Stadt wurden Gebäude saniert, Industriebrachen wiederbelebt, Straßen gebaut und andere Infrastrukturmaßnahmen vorangetrieben. 1994 wurde die Stiftung Bauhaus Dessau gegründet.
Ab 1996 wurde das Umweltbundesamt auf dem Gelände des ehemaligen Gasviertels eingerichtet. Damit sollte eine Bundesbehörde nach Ostdeutschland verlegt werden, auch um ein Symbol der Integration auszudrücken.

## Das 21. Jahrhundert
Seit Mitte der 1990er Jahre besteht in Dessau wieder eine neue Jüdische Gemeinde, die von Immigranten aus Osteuropa gegründet wurde; 2012 zählte sie ca. 450, inzwischen ca. 350 Mitglieder. Eine neue Synagoge wurde 2022 errichtet.
Im Jahr 2002 wurde Dessau beim Jahrhunderthochwasser, trotz der Zahl von 4000 organisierten und 4000 freiwilligen Helfern, schwer getroffen. Der gesamte Ortsteil Waldersee wurde bis zu zwei Meter hoch überflutet – Millionenschäden entstanden.
Im Jahr 2004 besuchte die niederländische Königin Beatrix im Beisein des damaligen Bundespräsidenten Horst Köhler das Bauhaus, das Kornhaus und das Dessau-Wörlitzer Gartenreich. Im Anschluss stattete sie dem mit ihrem Königshaus Oranien-Nassau verbundenen nahegelegenen Oranienbaum einen Besuch ab.
2005 war das neue Gebäude des Umweltbundesamtes fertig für den Umzug der Behörde aus Berlin.

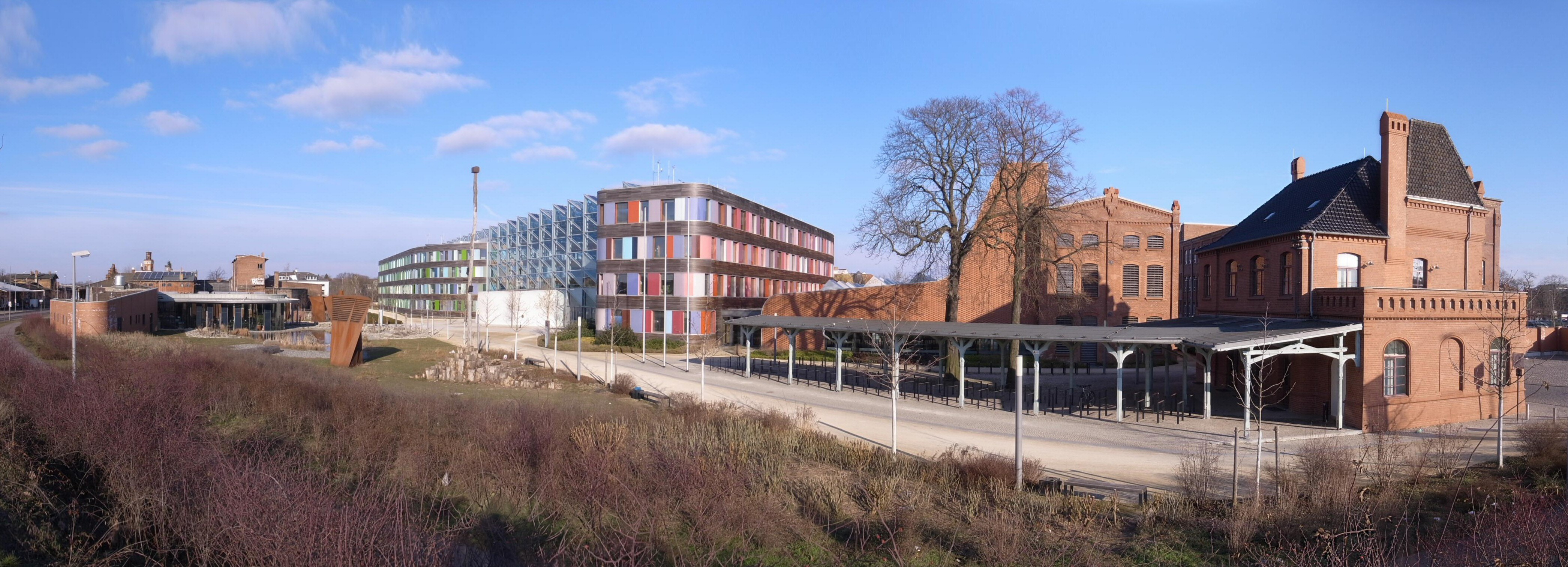
Das Umweltbundesamt in Dessau-Roßlau, Aufnahme von 2011

Per 1. Januar 2005 wurden die Gemeinden Brambach und Rodleben aus dem Landkreis Anhalt-Zerbst in die Stadt Dessau eingemeindet. Weitere Eingemeindungen (Quellendorf, Vockerode, Wörlitz) wurden gemäß der entsprechenden Voten der Bevölkerung angestrebt. Am 1. Juli 2007 schloss sich die Stadt Dessau mit der Stadt Roßlau zur gemeinsamen Doppelstadt Dessau-Roßlau zusammen, um den Status der Stadt als drittes Oberzentrum in Sachsen-Anhalt bewahren zu können.
Im Januar 2005 sorgte der Tod eines Asylbewerbers Oury Jalloh für Aufsehen im In- und Ausland. Der Mann aus Sierra Leone war gefesselt in einer Gefängniszelle der Polizei verbrannt. In den Jahren 2005 bis 2007 ist Dessau wegen Vorwürfen gegen seine Polizei, bei rechtsextremen Straftaten sowie im Fall Oury Jalloh Ermittlungen vorzeitig eingestellt zu haben, ins Blickfeld der Justiz und der Medien geraten. Im Dezember 2008 wurden zwei diesbezüglich angeklagte Polizisten freigesprochen, das Urteil wurde bezüglich des zuständigen Dienstgruppenleiters aber am 7. Januar 2010 vom Bundesgerichtshof aufgehoben.
Im Februar 2010 wurde die Dessauer Fördermittelaffäre bekannt, die zur Einsetzung eines Untersuchungsausschusses im Landtag von Sachsen-Anhalt führte, der im Dezember 2015 seinen Abschlussbericht vorlegte.
Im Mai 2016 ereignete sich der Mord an der chinesischen Studentin Li Yangjie.

## Sprachentwicklung (Mundart)
In Dessau wird heutzutage ein regional eingefärbtes Hochdeutsch gesprochen. Die Dialekte in Sachsen-Anhalt weisen jedoch in der Region um die ehemaligen Residenzstädte Dessau, Köthen (Anhalt) und Bernburg (Saale) sowie teilweise auch Zerbst eine charakteristische Mundart auf. Ein typischer Regiolekt ist die Anhaltische Mundart ("Das Anhaltische"), die hier bis in die Gegenwart in der Buchliteratur als Prosa und auch als Lyrik gepflegt wird. Diese Mundart umfasst ein Siedlungsgebiet der ehemaligen Fürstentümer und späteren Herzogtümer Anhalt-Dessau, Anhalt-Köthen, Anhalt-Bernburg mit zeitweilig Anhalt-Plötzkau sowie nördlich angrenzend teilweise Anhalt-Zerbst.

## Sonstiges

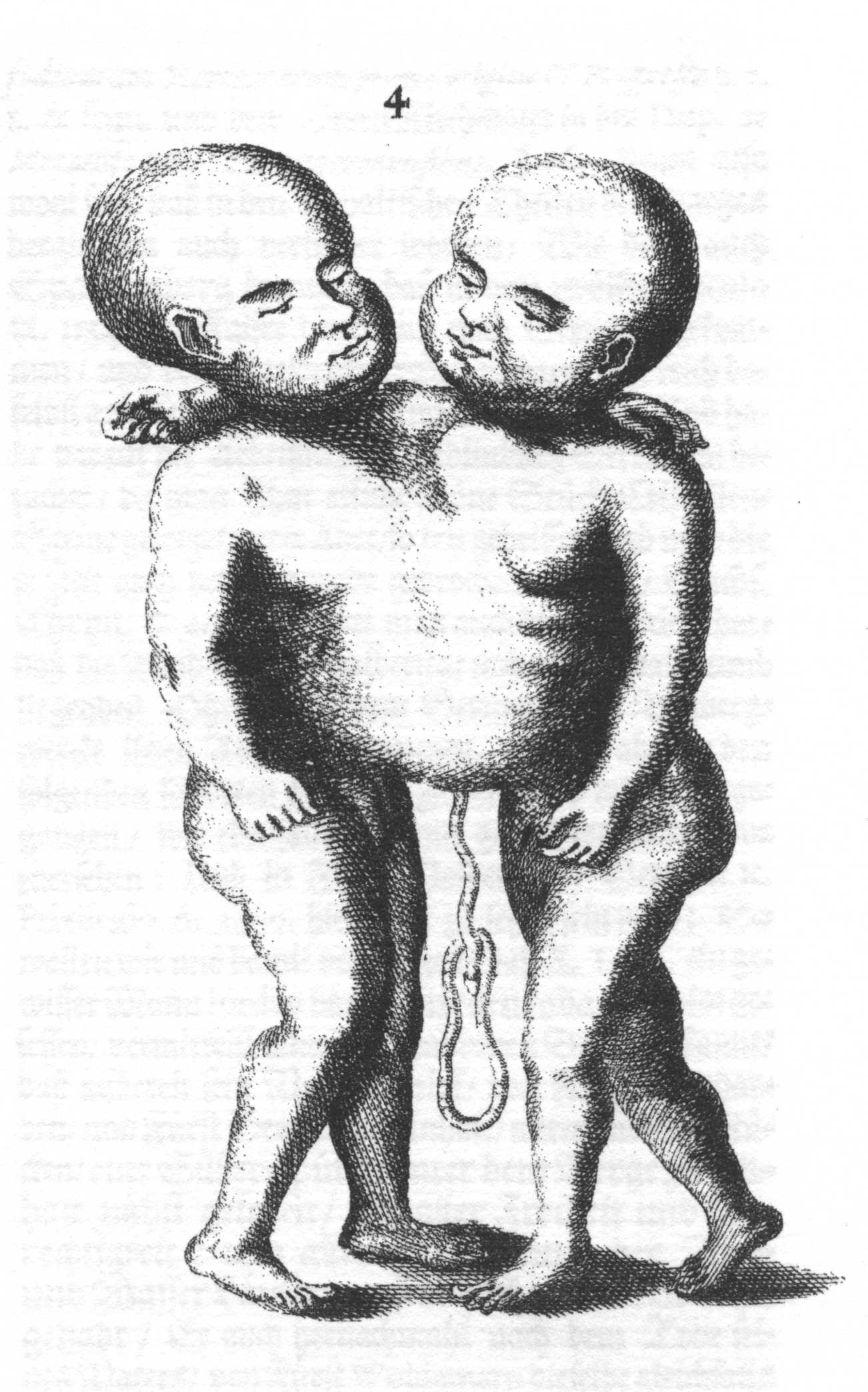
Siamesische Zwillinge von Dessau

Am 13. März 1695 gebar die Ehefrau eines Maurers nach nur fünfmonatiger Schwangerschaft Zwillinge. Die Mädchen – an den vorderen Rippen zusammengewachsen – waren nicht lebensfähig. Sie besaßen zwar eigene Gliedmaßen, Nieren und Blasen, teilten sich aber wichtige innere Organe wie Herz, Leber, Lunge, Magen und Milz.

## Einzelbelege
1. 1 2  Jüdische Gemeinde Dessau. (PDF) Abgerufen am 12. November 2021.
2. ↑  Ralf Regener: Sturz der Askanier 1918. ISBN 978-3-939197-79-9 (uni-halle.de [PDF]).
3. ↑  Laura Große, Laura Klar, Sophia Sailer, Sophie Tiedemann: (S+) Zweiter Weltkrieg: Als die Nazis ukrainische Jugendliche nach Deutschland verschleppten. In: Der Spiegel. 15. Mai 2023, ISSN 2195-1349 (spiegel.de [abgerufen am 15. Mai 2023]).
4. ↑  Renate Kroll in Schicksale deutscher Baudenkmale im zweiten Weltkrieg. Hrsg. Götz Eckardt, Henschel-Verlag Berlin 1978. Band 2, S. 305–323
5. ↑  Wissenschaftlich-Kulturelles Zentrum Bauhaus (WKZ). Abgerufen am 14. November 2021 (deutsch).
6. ↑  Im Schatten der Parteiideologie. In: Der Tagesspiegel Online. 1. April 2019, ISSN 1865-2263 (tagesspiegel.de [abgerufen am 14. November 2021]).
7. ↑  Danny Gitter: Dessau bekam zum zweiten Geburtstag der DDR ein neues Kaufhaus mit Kino geschenkt. Ehemals im Original (nicht mehr online verfügbar); abgerufen am 14. November 2021. (Seite nicht mehr abrufbar. Suche in Webarchiven)
8. ↑  n-tv.de, Freispruch für Polizisten – „Urteil eine Schande“, 8. Dez. 2008 (Memento vom 11. Dezember 2008 im Internet Archive)
9. ↑  Nico Wingert, Dessau: Polizei-Affäre: Warum drei erfolgreiche Neonazi-Bekämpfer ihre Jobs verloren. In: Spiegel Online. 7. Juli 2007, abgerufen am 10. Juni 2018.
10. ↑  Mitteldeutscher Rundfunk, Tumulte am Landgericht Dessau-Roßlau – Freisprüche im Oury-Jalloh-Prozess, 8. Dez. 2008 (Memento vom 8. Dezember 2008 im Internet Archive)
11. ↑  Mitteldeutsche Zeitung, Dessau-Roßlau – Polizisten nach Tod von Oury Jalloh freigesprochen, 8. Dez. 2008
12. ↑  Georg Müller: Mei Anhalt, wu ich heeme bin. Mundartgeschichten und Gedichte. Zusammengestellt und herausgegeben von Gunnar Müller-Waldeck. Anhalt Edition, Dessau 2009, ISBN 978-3-936383-15-7.
13. ↑  Heribert Pistor: De Rickfahrkoarte odder: Nochwas uff Aanhält'sch. Hundert Mundartgedichte in anhaltischem Dialekt. Anhält'sche Jetichte Band 4. Anhalt Edition Dessau, Dessau-Roßlau 2018, ISBN 978-3-936383-29-4.
14. ↑  Johann Christoph Bekmann: Historie des Fürstenthums Anhalt, Band 1, S. 54, Nachdruck der Ausgabe Zerbst 1710 als Anhaltina-Reprint Nr. 1, Anhaltische Landesbücherei Dessau, Dessau, 1993, ISBN 3-930386-00-3